# سورة إبراهيم
سُورَةُ إبْرَاهِيمَ سورة مكية ماعدا الآيتين 28، 29 على قول ابن عباس وقتادة فمدنيتان، وهي من المئين وقيل من المثاني، آياتها 52، وترتيبها في المصحف 14، في الجزء الثالث عشر، نزلت بعد سورة نوح، بدأت بحروف مقطعة ﴿الر كِتَابٌ أَنْزَلْنَاهُ إِلَيْكَ لِتُخْرِجَ النَّاسَ مِنَ الظُّلُمَاتِ إِلَى النُّورِ بِإِذْنِ رَبِّهِمْ إِلَى صِرَاطِ الْعَزِيزِ الْحَمِيدِ ۝١﴾، ذُكر فيها قصة النبي إبراهيم، والتفرقة بين الظلمات والنور.

## ما تتضمن السورة
موضوع السورة الأساسي كما في مواضيع السور المكية في الغالب يتناول: العقيدة في أصولها الكبيرة، الوحي والرسالة والتوحيد والبعث والحساب والجزاء. تضمنت السورة عدة حقائق رئيسية في العقيدة. ولكن حقيقتين كبيرتين تظللان جوهر السورة كلها وهما الحقيقتان المتناسقتان مع ظل إبراهيم في جوهر السورة: حقيقة وحدة الرسالة والرسل، ووحدة دعوتهم ووقفتهم أمة واحدة في مواجهة الجاهلية المكذبة بدين الله على اختلاف الأمكنة والأزمان، وحقيقة نعمة الله على البشر وزيادتها بالشكر ومقابلة أكثر الناس لها بالجحود والكفران.
وتنقسم السورة إلى مقطعين متماسكي الحلقات:
- المقطع الأول يتضمن بيان حقيقة الرسالة وحقيقة الرسول. ويصور المعركة بين أمة الرسل وفرقة المكذبين في الدنيا وفي الآخرة. ويعقب عليها بمثل الكلمة الطيبة والكلمة الخبيثة.
- المقطع الثاني يتحدت عن نعم الله، والذين كفروا بهذه النعمة وبطروا. والذين آمنوا بها وشكروا ونموذجهم الأول هو إبراهيم. ويصور مصير الظالمين الكافرين بنعمة الله في سلسلة من أعنف مشاهد القيامة وأجملها وأحفلها بالحركة والحياة، ليختم السورة ختاماً يتسق مع مطلعها: ﴿هَذَا بَلَاغٌ لِلنَّاسِ وَلِيُنْذَرُوا بِهِ وَلِيَعْلَمُوا أَنَّمَا هُوَ إِلَهٌ وَاحِدٌ وَلِيَذَّكَّرَ أُولُو الْأَلْبَابِ ۝٥٢﴾ [إبراهيم:52]. كما بدأت السورة ببيان وظيفة الرسول وما أوتيه من كتاب، فهي إخراج الناس من الظلمات إلى النور: ﴿الر كِتَابٌ أَنْزَلْنَاهُ إِلَيْكَ لِتُخْرِجَ النَّاسَ مِنَ الظُّلُمَاتِ إِلَى النُّورِ بِإِذْنِ رَبِّهِمْ إِلَى صِرَاطِ الْعَزِيزِ الْحَمِيدِ ۝١﴾ [إبراهيم:1]. وتختم بهذا المعنى وبالحقيقة الكبرى التي تتضمنها الرسالة، وهي حقيقة التوحيد: ﴿هَذَا بَلَاغٌ لِلنَّاسِ وَلِيُنْذَرُوا بِهِ وَلِيَعْلَمُوا أَنَّمَا هُوَ إِلَهٌ وَاحِدٌ وَلِيَذَّكَّرَ أُولُو الْأَلْبَابِ ۝٥٢﴾.

## أسماء السورة
لها اسم واحد فقط، وهو سورة إبراهيم ، وذلك لتضمُّنها قصّة إِسكانه ولده إِسماعيل بواد غير ذى زرع، وشكره لله تعالى على ما أَنعم عليه من الولدَيْن: إِسماعيل وإسحاق.

### عدد آياتها
- (51) آية في العد البصري، (52) آية في العد الكوفي، (54) آية في العد المدني والمكي، و(55) آية في العد الشامي.
- عدد كلماتها: (831) كلمة.
- عدد حروفها: (3434) حرفا.[5]

### مرحلة تنزيلها
مكية إلا آيتين منها نزلتا بالمدينة في قتلى قريش يوم بدر كذا قال ابن عباس ومجاهد وعطاء وقتادة وهما قوله تعالى {أَلَمْ تَرَ إِلَى الَّذِينَ بَدَّلُوا نِعْمَتَ اللَّهِ كُفْرًا} إلى قوله: {وَبِئْسَ الْقَرَارُ} [إبراهيم: 28، 29]

### مناسبة السورة لما قبلها
قبلها سورة الرعد، وفي آخرها قول الله: {وَمَنْ عِنْدَهُ عِلْمُ الْكِتَابِ} [الرعد: 43] والمراد بالذي عنده علم الكتاب: الله، فكان المناسب أن يفتتح أول سورة إبراهيم عليه السلام بالحديث عن الكتاب، {الر كِتَابٌ أَنْزَلْنَاهُ إِلَيْكَ لِتُخْرِجَ النَّاسَ مِنَ الظُّلُمَاتِ إِلَى النُّورِ بِإِذْنِ رَبِّهِمْ إِلَى صِرَاطِ الْعَزِيزِ الْحَمِيدِ} [إبراهيم: 1].

## موضوعات السورة
1. بيان منزلة القرآن وحجته على الخلق بصرف عن أجناسهم ولغاتهم.
2. دعوة الرسل في الإخراج من الظلمات إلى النور.
3. استفتاح الرسل بالنصر على أعدائهم.
4. بيان نعيم أهل الجنة، وعذاب أهل النار.
5. عظمة الله في الكون ونعمته على خلقه.
6. نبأ إبراهيم عليه السلام في دعوته.
7. صور من مشاهد يوم القيامة في الآخرة.[8]

## مقاصد السورة
1. التوحيد، وذكر حقيقة الإيمان.
2. بيان أن القرآن غاية البلاغ إلى الله، ومبين للصراط الصحيح للوصول إلى الله، وأن الله أرسل كل رسول بلسان قومه.
3. بيان أن القيام بالشكر يوجب المزيد، وكفرانها يسبب الزوال، كما في قصة موسى مع ذكر امتنان الله على بني إسرائيل بنجاتهم من فرعون.
4. ذكر قصص الأمم السابقة، وعداوة الشيطان.
5. بيان أثر الكلمة الطيبة.
6. ذكر أبرز دليل على حقيقة الإيمان بقصة إبراهيم عليه السلام.[9]

## أغراض السورة
بينت سورة إبراهيم حقيقة كون رسالة الرسل واحدة رغم تعدد الرسل، كما نبهت إلى إعجاز القرآن العظيم، وذكرت رسالة موسى عليه السلام، وذكرت تكذيب المكذبين بالرسل، وتناولت قصة الرسل مع أقوامهم على مر العصور، وحواراتهم، كما ذكرت عاقبة إهلاك الله للعاصين ، وذكرت بعض مشاهد يوم القيامة، والحوار الذي سوف يدور بينهم، ثم تكون عاقبتهم النار، ثم ضرب السورة مثالا لكلمة الإيمان وكلمة الضلال: بالشجرة الطيبة والشجرة الخبيثة، ثم ذكر أحوال فريق الإيمان وفريق الكفر، ثم ذكَّر الفريقين بحال إبراهيم- عليه السلام- ليعلم الفريقان من هو سالك سبيل إبراهيم عليه السلام ومن هو تارك له، وختمت السورة ببيان مصير الظالمين يوم الدين.

## مناسبة أول السورة بآخرها
بدأت أول السورة بالحديث عن الكتاب، وختمت السورة بالحديث عن الكتاب أيضا، وأنه كاف في بلاغ الناس وإنذارهم.

## مميزات السورة
1. انفردت بذكر قصة إبراهيم مع زوجته هاجر، وإحضاره لها إلى مكة، وإسكانه لها مع ابنها إسماعيل.
2. ذكرت قصة خطبة إبليس لأهل النار.[11]

## وصلات خارجية
- سورة إبراهيم: تجويد-تفسير - موقع Altafsir.com